# Tungkob
Tungkob is een bestuurslaag in het regentschap Aceh Besar van de provincie Atjeh, Indonesië. Tungkob telt 2382 inwoners (volkstelling 2010).